# 楊璞
楊 璞（よう ぼく、Yang Pu、1978年3月30日 - ）は、中国の元サッカー選手。元中国代表。ポジションはディフェンダー。

## 来歴
2001年に中国代表デビュー。2002 FIFAワールドカップ・アジア予選・最終予選では7試合に出場、中国史上初のワールドカップ出場権を獲得した。2002 FIFAワールドカップでは2試合に出場した。2004年までに32試合に出場した。

## 代表歴

### 出場大会
- 中国代表
  - 2002 FIFAワールドカップ

### 試合数
- 国際Aマッチ 32試合 0得点（2001年-2004年）[1]

| 中国代表 | 国際Aマッチ | 国際Aマッチ |
| 年       | 出場        | 得点        |
| -------- | ----------- | ----------- |
| 2001     | 9           | 0           |
| 2002     | 7           | 0           |
| 2003     | 8           | 0           |
| 2004     | 8           | 0           |
| 通算     | 32          | 0           |